# Сенно (Ленинградская область)
Се́нно — деревня Бокситогорского городского поселения Бокситогорского района Ленинградской области.

## История
Сенновский погост упоминается в писцовых книгах 1583 года.
Выставка Сенно Климантовского Колбежского погоста, упоминается в переписи 1710 года.
Село Терихов Конец (Сенно) упоминается на семитопографической карте Новгородской губернии 1847 года.
В 1869 году военный инженер А. Ю. Дитмар оставил описания «кровяно-красных и снежно-белых глин», обнаруженных им около деревни Сенно. В дальнейшем, данные «красные» глины были определены, как бокситовые породы, являющиеся сырьём для алюминиевой промышленности. На основе выявленных запасов бокситов и зародилась советская алюминиевая промышленность.

СЕННО (ТЕРИКОВ-КОНЕЦ) — село приходское Синецкого общества.

Крестьянских дворов — нет. Строений — 41, в том числе жилых — 15.

Число жителей по семейным спискам 1879 г.: 25 м. п., 38 ж. п.; по приходским сведениям 1879 г.: 32 м. п., 44 ж. п.

При селе 2 усадьбы: Крестьянских дворов — нет. Строений — 4, в том числе жилых — 3.

Число жителей по приходским сведениям 1879 г.: 3 м. п., 6 ж. п..

Сборник Центрального статистического комитета описывал Сенно так:

СЕННО — село бывшее владельческое, дворов — 10, жителей — 50; церковь православная. (1885 год)

Деревня, погост и усадьбы Сенно, административно относились к Обринской волости 5-го земского участка 3-го стана Тихвинского уезда Новгородской губернии.
Согласно спискам населённых мест:

СЕННО (ТЕРИКОВ КОНЕЦ) — деревня Синецкого сельского общества при колодцах, число дворов — 16, число домов — 24, число жителей: 48 м. п., 44 ж. п.;
 Церковно-приходская школа. Смежна с погостом Сенно.

СЕННО — погост на церковной земле при колодцах, число дворов — 2, число домов — 4, число жителей: 5 м. п., 7 ж. п.; Церковь. Смежен с деревней и усадьбами Сенно.

СЕННО — усадьба Т. Никиф. Шамшевой при колодцах, число дворов — 1, число домов — 2, число жителей: 3 м. п., 6 ж. п.; Смежна с погостом и усадьбой Сенно.

СЕННО — усадьба Ал. Егор. Унковской при колодцах, число дворов — 1, число домов — 1, число жителей: 3 ж. п.; Смежна с погостом и усадьбой Сенно. (1910 год)

В 1898 году в селе был построен каменный Свято-Троицкий храм.
Устройству храма во имя Святой Троицы помогли многочисленные благотворители, среди которых — Святой Иоанн Кронштадтский.
В 1911 году в селе Сенно находились две небольшие усадьбы, в которых проживали потомственные дворянки: Татьяна Никифоровна Шамшева и Александра Егоровна Унковская, а рядом находилась усадьба Залужье, которой владела Софья Федоровна Каяндер, дочь Ольги Петровны Эрдман, урождённой княжны Мышецкой.

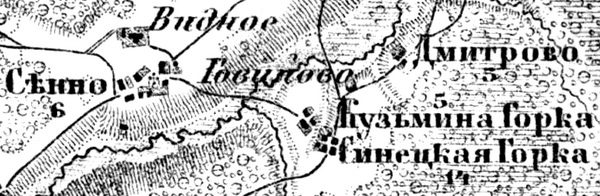
Деревня Сенно на карте 1913 года

Согласно карте Новгородской губернии 1913 года деревня Сенно насчитывала 6 крестьянских дворов.
В 1916 году в Тихвинском уезде были проведены геологические изыскания на предмет железных руд, об этом повествует Тихвинский земский календарь-справочник за 1917 год, под датой 20 июня 1916 года:

«В уезд для предварительного обследования недровых богатств прибыл командированный Академией наук геолог Владимир Иванович Искюль; до 13 июля он осмотрел места по рекам Рагоше и Мде, в Пикалёве, Сенне, в Озерах, Явосьме, около реки Ояти и по реке Капше».

С 1917 по 1918 год село Сенно входило в состав Обринской волости Тихвинского уезда.
С 1918 года село находилось в составе Череповецкой губернии, с 1924 — Пикалёвской волости, с 1927 — Сенновского сельсовета Пикалёвского района, с 1932 — Тихвинского района.
Согласно карте Ленинградской области Северо-западного аэрогеодезического треста ГГУ издания 1932 года деревня насчитывала 13 крестьянских дворов, в деревне находились: церковь, сельсовет и почтовое отделение.
По данным 1933 года деревня Сенно являлась административным центром Сенновского сельсовета Тихвинского района, в который входили 13 населённых пунктов: деревни Ботоково, Большая Горка, Малая Горка, Могатино, Мошниково, Нижницы, Орехово, Сегло, Сенно, Симоново, Спасенье, выселки Бубровец, Водяные, общей численностью населения 1406 человек.
По данным 1936 года в состав Сенновского сельсовета входили 14 населённых пунктов, 322 хозяйства и 10 колхозов.
В 1939 году население деревни Сенно составляло 198 человек.
С 1952 года в составе Бокситогорского района.
С 1960 года в составе Борского сельсовета.
С 1963 года вновь в составе Тихвинского района.
С 1965 года вновь в составе Бокситогорского района. В 1965 году население деревни Сенно составляло 118 человек.
По данным 1966, 1973 и 1990 годов деревня Сенно также входила в состав Борского сельсовета Бокситогорского района.
В 1997 году в деревне Сенно Борской волости проживали 13 человек, в 2002 году — 4 человека (русские — 75 %).
В 2007 году в деревне Сенно Бокситогорского ГП — 5 человек.

## География
Деревня находится в западной части района на автодороге 41К-039 (Бокситогорск — Батьково), к югу от её примыкания к федеральной автодороге А114 (Вологда — Новая Ладога).
Расстояние до административного центра поселения — 7 км.
Расстояние до ближайшей железнодорожной платформы Известковая — 2 км.
К югу от деревни протекает река Нижница, приток Дымки.

## Демография

### Национальный состав
Согласно данным Всероссийской переписи населения 2021 года в деревне проживали 7 человек, из них:
 русские — 6, поляки — 1 человек.

## Транспорт
Автобусное сообщение производится маршрутами: № 194 (Бокситогорск — Пикалёво) и № 194а (Бокситогорск — пос. Ефимовский).

## Достопримечательности
В деревне Сенно находится Свято-Троицкий женский скит, на территории которого расположены:
- Каменная церковь во имя Святой Троицы (1888—1898)
- Деревянная церковь во имя святых Великомучеников Флора и Лавра (1881—1883)

«Фроловский Сенновский погост, расположенный на территории Обринской волости, являлся выставкою Пярдомльского погоста (ныне г. Бокситогорск). Во главе его церковного причта во второй половине XIX века стояли последовательно сменявшие друг друга священники Федор Светлицкий, Павел Стефановский, Константин Василевский, Василий Соловьев, Михаил Образцов и Никанор Лесницкий. В XX веке приход имел полную самостоятельность. Священником с 1896 года служил Севериан Николаев.»

- Деревянная церковь в честь усекновения главы Иоанна Предтечи (2005—2006)
- Святой источник с купальнями:
  - в честь святого Николая Мирликийского
  - купальня с часовней во имя Святой Троицы (освящена в ноябре 2012 года)

Скит был возобновлён в 1996 году, а в 2009 году, Свято-Троицкий женский скит в деревне Сенно был приписан к Введенскому женскому монастырю, в связи с его открытием в городе Тихвине.
- Часовня Новомучеников и исповедников Церкви Русской, 2016 года постройки, деревянная, действующая[27].

## Фото

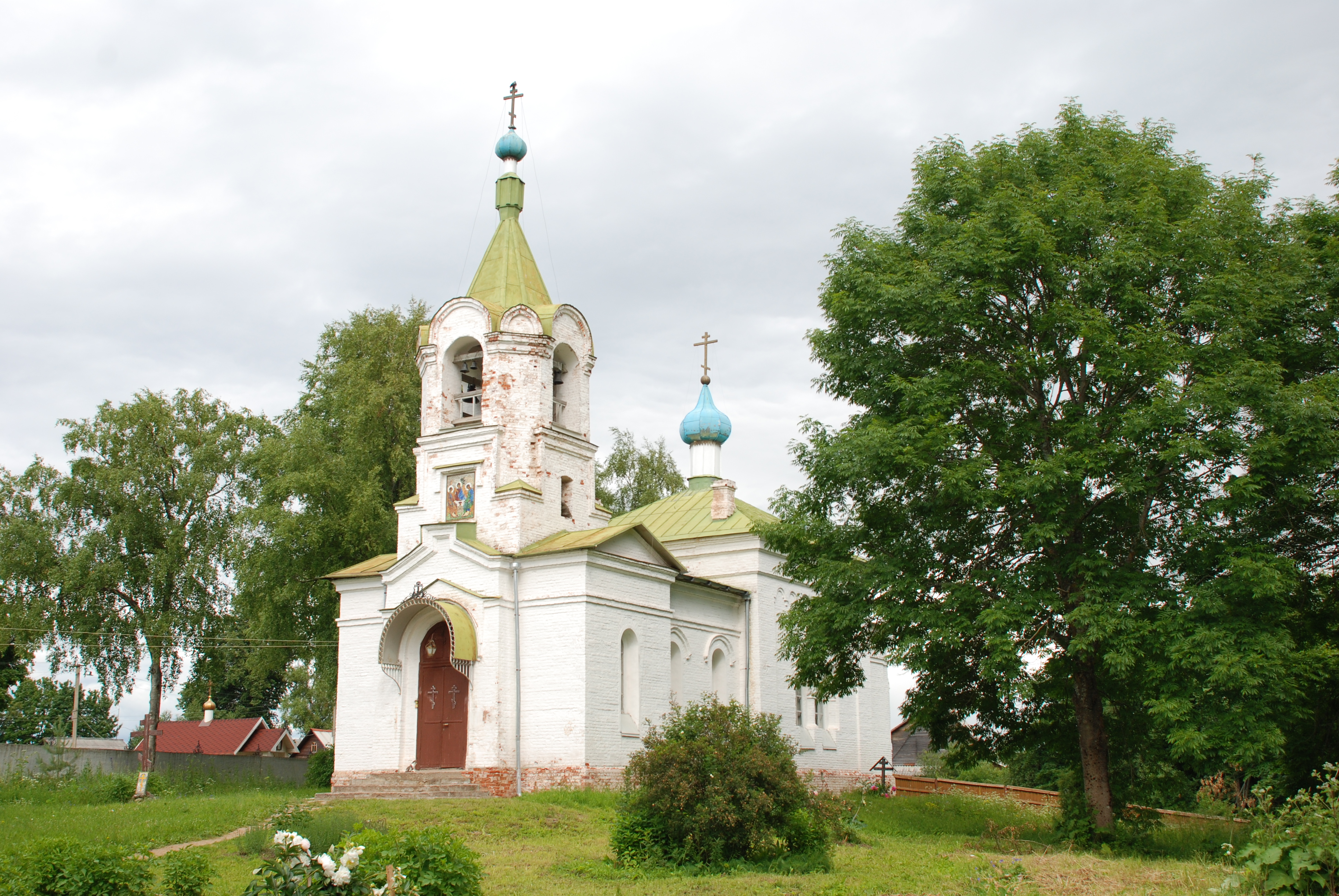
Деревня Сенно, храм Св. Троицы (июль 2009)

## Известные жители
- Священник Василий Канделябров, репрессированный в 1937 году, прославлен как новомученик пресвитер Василий Сенновский, Тихвинский[28]. Память отмечается православной церковью — 3 декабря (по старому стилю — 20 ноября)[29].
- Игумен Александр (Гордеев) — первый настоятель Тихвинского Богородичного Успенского мужского монастыря (после возобновления монашеской жизни в 1995 году), инициатор и создатель Свято-Троицкого женского скита в деревне Сенно[30] и внук настоятеля Свято-Троицкого храма в деревне Сенно, протоиерея Севериана Николаева (который служил до 1928 года).